# İhsan Doğramacı
Professor İhsan Doğramacı (Erbil, 3 aprile 1915 – Ankara, 25 febbraio 2010) è stato un pediatra e imprenditore turco.
Appartenente all'etnia dei turcomanni iracheni, Doğramacı era medico pediatra e leader internazionale dello sviluppo. È stato il fondatore dell'Università Bilkent, università privata di prestigio e dell'Università Hacettepe, una delle università di alto livello in Turchia specializzata in scienze mediche. È stato anche presidente del consiglio esecutivo dell'UNICEF, fondatore del Consiglio di istruzione superiore della Turchia (YÖK), direttore esecutivo e presidente dell'International Pediatric Association (IPA), co-ratificatore della costituzione dell'OMS, primo presidente e presidente del suo consiglio di fondazione dell'OMS (Organizzazione mondiale della sanità) dal 1985.
Gli furono offerte posizioni di leadership all'interno della politica nazionale come il ministero degli affari esteri e il ruolo di premier da parte di Cemal Gürsel e Süleyman Demirel che, però, rifiutò.
Doğramacı parlava turco, inglese, francese, tedesco, arabo e persiano. Fu direttore di quattro riviste mediche e fu autore di oltre 100 articoli scientifici, tre libri e sei capitoli di libri.

## Biografia
İhsan Doğramacı nacque il 3 aprile 1915 a Erbil, nel nord dell'Iraq, all'epoca parte dell'Impero ottomano. Suo padre, Ali Paşa Doğramacı, fu sindaco della città.
Studiò alla scuola preparatoria della Università americana di Beirut, quindi alla Facoltà di Medicina dell'Università di Istanbul, nella quale si laureò nel 1938. Si specializzò in pediatria, ad Ankara (1940) e poi negli Stati Uniti all'Università di Harvard (1945–1946) e all'Università Washington a Saint Louis (1946–1947). Diventò professore di pediatria all'Università di Ankara nel 1955, poi all'Università di Hacettepe da quando fu creata nel 1967 fino al 1981.
Nel 1942, sposò Ayser Süleyman, figlia dell'ex primo ministro iracheno Hikmet Süleyman, con cui avrà tre figli: Şermin, Ali e Osman. La famiglia si trasferì ad Ankara nel 1947.
Morì di cancro il 25 febbraio 2010 presso l'ospedale dell'Università di Hacettepe, dove era in cura dal novembre 2009. Fu sepolto vicino alla moschea Doğramacızade Ali Paşa, che aveva costruito a Bilkent in memoria di suo padre.

## Azione in Turchia
Nel 1955, essendo diventato professore di pediatria e notando l'arretratezza della Turchia in questo campo, creò l'Istituto di salute dei bambini e l'ospedale pediatrico di Hacettepe, annesso all'Università di Ankara. Negli anni seguenti, creò diverse istituzioni di assistenza e formazione, tra cui la scuola di medicina di Hacettepe nel 1963, con la quale volle introdurre moderne pratiche di assistenza medica e formazione medica. Questi sforzi culminarono nel 1967 nella creazione dell'Università di Hacettepe, che raggruppava le precedenti istituzioni e di cui Doğramacı fu rettore fino al 1975.
Nel 1980 fu consigliere del governo turco per la riforma dell'istruzione superiore. Su sue raccomandazioni, venne creato il Consiglio per l'istruzione superiore, che Doğramacı presiedette fino al 1992.
Influenzato dalla sua permanenza all'Università di Harvard e all'Università Washington a St. Louis, fece una campagna per l'istruzione superiore privata, che il governo turco autorizzò finalmente nel 1982. Doğramacı fondò quindi l'Università Bilkent nel 1984, prima università privata nel paese.
Nel 1985, con il sostegno dell'UNICEF, dell'OMS e del Rotary International, lanciò un'importante campagna nazionale di vaccinazione. Oltre quattro milioni di bambini vennero vaccinati (contro la tubercolosi, la poliomielite, il morbillo, la difterite, il tetano e la pertosse) e il tasso di vaccinazione dei bambini sotto i cinque anni, che era circa il 30% prima della campagna, aumentò al 92% e da allora rimase oltre il 95%.

## Azione internazionale

### OMS
Durante il suo post-dottorato all'Università Washington a Saint Louis, firmò per l'Iraq la costituzione della futura Organizzazione mondiale della sanità il 22 luglio 1946.
È stato vicepresidente dell'Assemblea mondiale della sanità nel 1976 e ha guidato la rappresentanza turca nell'assemblea dal 1976 al 1981. Membro del consiglio di amministrazione dell'OMS dal 1976 al 1982, partecipò a numerosi programmi dell'organizzazione. I suoi contributi furono premiati con il Premio Léon Bernard Foundation nel 1981 e la medaglia d'oro dal programma "Health for All" dell'OMS nel 1997.
Nel 1980 creò all'interno dell'OMS la İhsan Doğramacı Foundation for Family Health, che "premia le persone che hanno reso un servizio eminente in [questo] campo".

### UNICEF
Ha presieduto il Consiglio Direttivo dell'UNICEF dal 1968 al 1970, dopo esserne stato membro per diversi anni. È stato anche presidente del Comitato nazionale turco per l'UNICEF dal 1956 al 2003, quindi presidente onorario dal 2003 fino alla sua morte. Nel 1995 l'UNICEF gli ha conferito il premio Maurice Pate in riconoscimento del suo impegno per la causa dei bambini.